# 黄桥水库
黄桥水库是中国安徽省滁州市定远县境内的一座水库，位于淮河水系黄桥河上，建于1979年。水库正常库容为907万立方米，集雨面积为26平方千米，海拔为43.3米。